# Puck, lutin de la colline
Pour les articles homonymes, voir Puck.

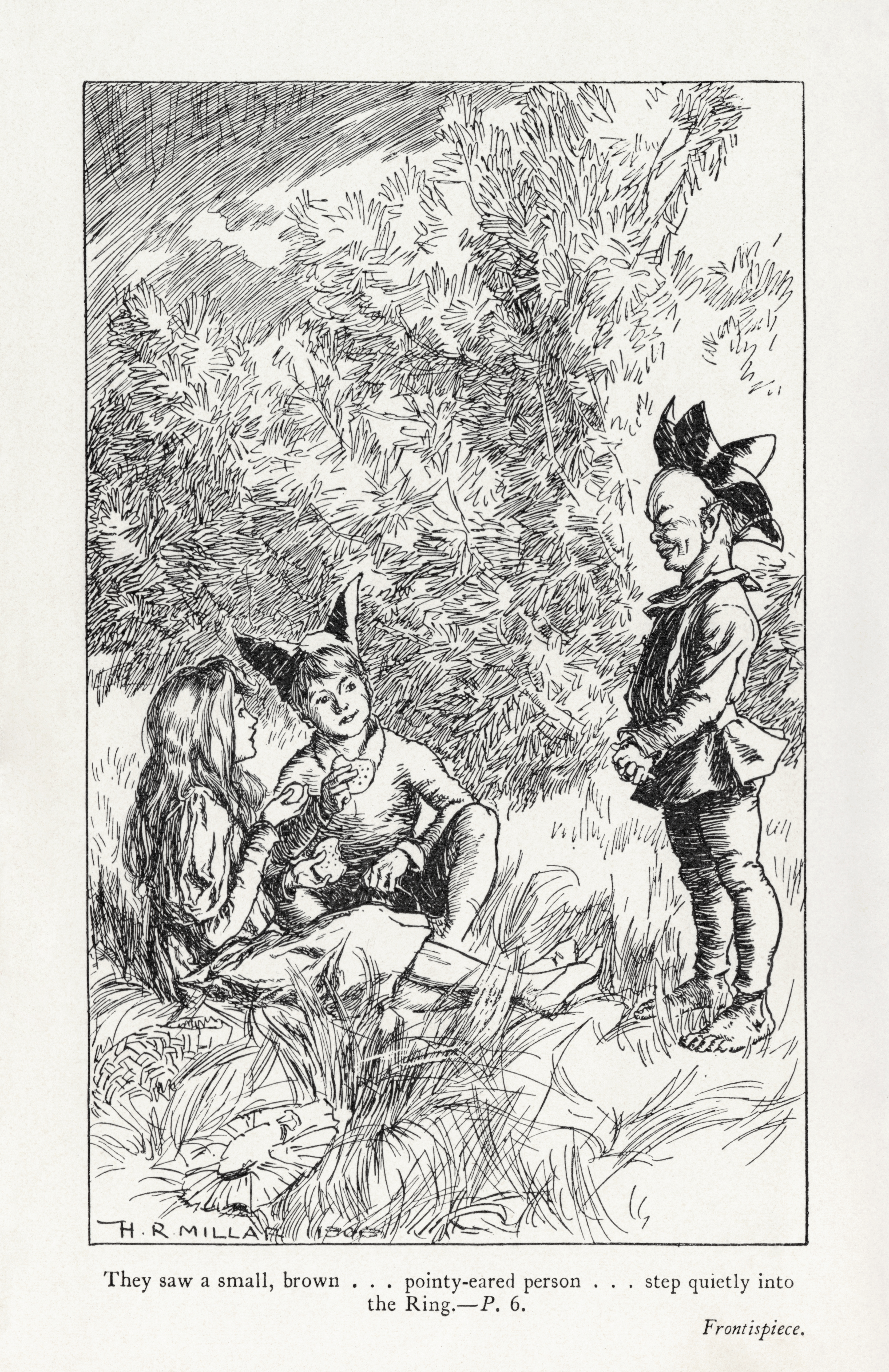
H. R. Millar frontispice de l'édition originale de Puck, lutin de la Colline.

Puck, lutin de la colline (titre anglais original : Puck of Pook's Hill) est un ouvrage de fiction écrit par Rudyard Kipling, publié en 1906.

## Description
Assimilable au genre « fantasy », Puck est un conte pour enfants qui est constitué de courtes histoires entrecoupées de poèmes, situées à différentes périodes de l'Histoire britannique. Le personnage mythologique de Puck est récurrent à travers l'ensemble des histoires, sous un aspect proche de celui proposé par William Shakespeare dans Le Songe d'une nuit d'été. Par l'entremise de sa magie, deux jeunes frère et sœur, Dan et Una, rencontrent dans une clairière divers personnages historiques.